# Unisexe

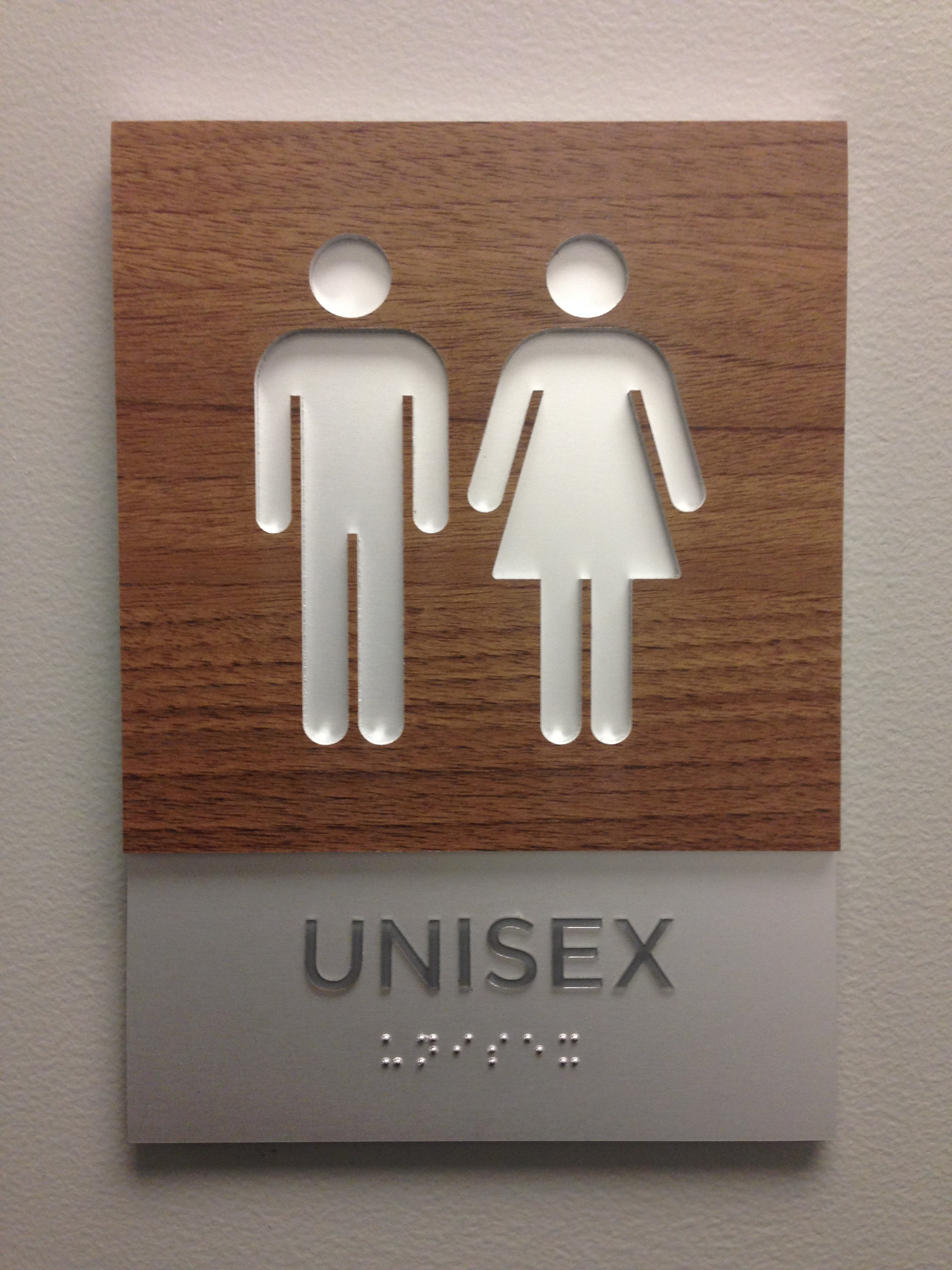
Panneau de toilettes unisexe

L'adjectif unisexe qualifie un objet, un lieu ou un service adapté à toute personne, quel qu'en soit le sexe ou le genre ou son ignorance du genre.

## Origine
L'utilisation du terme dans ce sens apparait dans les années 1970. Bien que le préfixe uni- dérive du latin unus signifiant « un », le terme semble avoir été influencé par des mots tels que « uni » ou « universel » où le préfixe uni- prend le sens de « partagé », « commun ». Dans ce cas, on peut voir la définition d'« unisexe » telle que « partagé entre les sexes ».

## Lieux
Les coiffeurs et les salons de beauté qui ont à la fois des hommes et des femmes pour clients sont souvent désignés comme « unisexes », au contraire des magasins de vêtements ou des toilettes publiques qui séparent généralement les genres.

## Objets
Une mode de vêtements unisexes s'est propagée dans les années 1970, avec notamment le port de jeans, en particulier du Levi's 501, et de tee-shirts.
Dane le monde de la mode, le mouvement unisexe (no gender) n’a pas de relation directe avec l’orientation sexuelle. La mode unisexe ou la mode sans genre.
En 1983, le créateur de mode japonais Yohji Yamamoto déclarait déjà au New York Times : « Je pense que mes vêtements pour hommes sont aussi beaux pour les femmes que mes vêtements pour femmes. Je me demande toujours qui a décidé qu’il devrait y avoir une différence dans les vêtements des hommes et des femmes ».